# Cantone di Ploërmel
Il Cantone di Ploërmel è una divisione amministrativa dell'arrondissement di Vannes.
A seguito della riforma approvata con decreto del 21 febbraio 2014, che ha avuto attuazione dopo le elezioni dipartimentali del 2015, è passato da 6 a 32 comuni.

## Composizione
I 6 comuni facenti parte prima della riforma del 2014 erano:
- Campénéac
- Gourhel
- Loyat
- Montertelot
- Ploërmel
- Taupont

Dal 2015 i comuni appartenenti al cantone sono diventati 32. Dal 1º gennaio 2016, i comuni di Le Roc-Saint-André, Quily e La Chapelle-Caro per formare il nuovo comune di Val d'Oust che per la parte del comune soppresso di Quily ricade nel Cantone di Ploërmel mentre per la restante parte ricade nel Cantone di Moréac:
- Brignac
- Campénéac
- Concoret
- La Croix-Helléan
- Cruguel
- Évriguet
- Les Forges
- Gourhel
- La Grée-Saint-Laurent
- Guégon
- Guillac
- Guilliers
- Helléan
- Josselin
- Lanouée
- Lantillac
- Loyat
- Mauron
- Ménéac
- Mohon
- Monterrein
- Montertelot
- Néant-sur-Yvel
- Ploërmel
- Saint-Brieuc-de-Mauron
- Saint-Léry
- Saint-Malo-des-Trois-Fontaines
- Saint-Servant
- Taupont
- Tréhorenteuc
- La Trinité-Porhoët
- Val d'Oust (in parte)